# Jermall Charlo
Jermall Charlo (ur. 19 maja 1990 w Richmond) – amerykański pięściarz, były zawodowy mistrz świata organizacji IBF w wadze junior średniej, aktualny mistrz świata federacji WBC.

## Kariera zawodowa
Zawodowe starty rozpoczął 12 września 2008 roku, nokautując w drugiej rundzie Cimarrona Daviesa (1–3).
12 września 2015 roku, z rekordem 21-0, przystąpił w Mashantucket do walki o mistrzostwo świata federacji IBF w wadze junior średniej. Pokonał przez TKO w trzeciej rundzie obrońcę tytułu Corneliusa Bundrage (34-5,19 KO).
28 listopada 2015 roku w pierwszej obronie mistrzowskiego pasa pokonał przez TKO w czwartej rundzie Wilky Campforta (21-1, 12 KO).
21 maja 2016 roku pokonał na punkty w Las Vegas byłego mistrza świata Austina Trouta (30-2, 17 KO).
10 grudnia 2016 roku w Los Angeles, w trzeciej obronie tytułu mistrza świata znokautował w piątej rundzie Juliana Williamsa (22-0-1, 14 KO).
16 lutego 2017 roku zrzekł się mistrzowskiego pasa federacji IBF w wadze junior średniej, i ogłosił swoje przejście do kategorii średniej.
29 lipca 2017 roku w swoim debiucie w kategorii średniej pokonał w Nowym Jorku przez TKO w czwartej rundzie reprezentanta Argentyny Jorge Sebastiana Heilanda (29-4-2, 16 KO).
21 kwietnia 2018 roku w Nowym Jorku znokautował w drugiej rundzie Hugo Centeno Jr, dzięki czemu wywalczył pas tymczasowego mistrza świata organizacji WBC w kategorii średniej.